# Argulus rhipidiophorus
Argulus rhipidiophorus is een visluizensoort uit de familie van de Argulidae. De wetenschappelijke naam van de soort is voor het eerst geldig gepubliceerd in 1931 door Monod.